# 莫杜瓦尔-德拉恩帕雷达达
莫杜瓦尔-德拉恩帕雷达达（西班牙語：Modúbar de la Emparedada）是西班牙卡斯蒂利亚-莱昂布尔戈斯省的一个市镇。总面积12平方公里，总人口301人（2001年），人口密度25人/平方公里。